# Letter from Egypt
Letter from Egypt — второй сольный студийный альбом на английском языке, вокалиста норвежской группы a-ha Мортена Харкета, издан 19 мая 2008 года.

## Список композиций
1. Darkspace
2. Send Me an Angel
3. We’ll Never Speak Again
4. There Are Many Ways To Die
5. With You — With Me
6. Letter from Egypt
7. A Name Is A Name
8. Movies
9. Shooting Star\ Slanted Floor
10. Anyone
11. Should The Rain Fall
12. The One You Are

## Синглы
- «Movies» — вышел в Норвегии (15 ноября, 2007).
- «Darkspace (You’re With Me)» — вышел в Норвегии (4 апреля, 2008) и Германии (16 мая, 2008).
- «We’ll Never Speak Again» — вышел в Норвегии (6 июня, 2008)